# Thẩm Hiểu Minh
Thẩm Hiểu Minh (tiếng Trung giản thể: 沈晓明; bính âm Hán ngữ: Shěn Xiǎo Míng, sinh tháng 5 năm 1963) là nhà khoa học y học, chính trị gia nước Cộng hòa Nhân dân Trung Hoa. Ông là Ủy viên Ủy ban Trung ương Đảng Cộng sản Trung Quốc khóa XX, khóa XIX, hiện là Bí thư Tỉnh ủy, Chủ nhiệm Ủy ban Thường vụ Nhân Đại, Bí thư thứ nhất Đảng ủy Quân khu tỉnh Hồ Nam. Ông từng lãnh đạo tỉnh Hải Nam khi giữ các chức vụ Bí thư Tỉnh ủy kiêm Chủ nhiệm Ủy ban Thường vụ Nhân đại tỉnh lẫn Tỉnh trưởng Hải Nam; Phó Bí thư Đảng tổ, Phó Bộ trưởng Bộ Giáo dục Trung Quốc; Thường vụ Thành ủy Thượng Hải, Bí thư Đảng ủy Tân khu Phố Đông; Phó Thị trưởng Thượng Hải.
Thẩm Hiểu Minh là đảng viên Đảng Cộng sản Trung Quốc, học vị Bác sĩ Nhi khoa, Tiến sĩ Y học, học hàm Giáo sư, Nhà nghiên cứu Y học. Ông có sự nghiệp đóng góp cho ngành Y Trung Quốc trước khi tham gia chính trường.

## Xuất thân và giáo dục
Thẩm Hiểu Minh sinh tháng 5 năm 1963, người Thiệu Hưng, tỉnh Chiết Giang. Ông học tại Viện Y học Ôn Châu từ năm 1979 đến năm 1984. Sau đó, ông học nghiên cứu sinh thạc sĩ cũng tại Viện Y học Ôn Châu cho đến năm 1987. Ông gia nhập Đảng Cộng sản Trung Quốc vào tháng 8 năm 1984. Từ năm 1988 đến năm 1991, ông học nghiên cứu sinh tiến sĩ tại Đại học Y khoa số 2 Thượng Hải.

## Sự nghiệp

### Thượng Hải
Ông lần lượt đảm nhiệm các vị trí nghiên cứu viên, Phó Viện trưởng, Phó Viện trưởng Thường trực Trung tâm Y học Nhi đồng Thượng Hải từ năm 1996 trước khi trở thành Viện trưởng Trung tâm Y học Nhi đồng Thượng Hải năm 1998. Tháng 3 năm 2003, ông được bổ nhiệm làm Hiệu trưởng Đại học Y khoa số 2 Thượng Hải. Tháng 7 năm 2005, ông được bổ nhiệm giữ chức vụ Phó Hiệu trưởng Thường trực Đại học Giao thông Thượng Hải. Tháng 4 năm 2006, ông được bổ nhiệm làm Chủ nhiệm Ủy ban Giáo dục thành phố Thượng Hải.
Ở tuổi 45, vào tháng 1 năm 2008, ông được bổ nhiệm làm Phó Thị trưởng thành phố Thượng Hải. Tháng 5 năm 2013, ông được bổ nhiệm giữ chức Bí thư Quận ủy Phố Đông. Tháng 7 năm 2013, ông kiêm nhiệm chức vụ Ủy viên Ban Thường vụ Thành ủy Thượng Hải. Ngày 8 tháng 4 năm 2015, ông kiêm nhiệm vị trí Chủ nhiệm Ủy ban Quản lý Khu thí điểm Thương mại tự do Thượng Hải. Tháng 9 năm 2016, ông được bổ nhiệm làm Phó Bí thư Ban Cán sự Đảng Bộ Giáo dục. Ngày 12 tháng 10 năm 2016, ông kiêm nhiệm chức vụ Thứ trưởng Bộ Giáo dục.

### Hải Nam
Ở tuổi 54, vào ngày 1 tháng 4 năm 2017, ông được bổ nhiệm giữ chức Phó Bí thư Tỉnh ủy Hải Nam. Ngày 7 tháng 4 năm 2017, ông được bổ nhiệm làm Phó Tỉnh trưởng Chính phủ Nhân dân, quyền Tỉnh trưởng Chính phủ Nhân dân tỉnh Hải Nam. Ngày 19 tháng 5 năm 2017, ông được bầu làm Tỉnh trưởng Chính phủ Nhân dân tỉnh Hải Nam. Vào tháng 10 năm 2017, ông được bầu làm Ủy viên Ủy ban Trung ương Đảng Cộng sản Trung Quốc khóa XIX tại Đại hội Đảng Cộng sản Trung Quốc lần thứ 19. Tháng 12 năm 2020, Bộ Chính trị quyết định bổ nhiệm Thẩm Hiểu Minh làm Bí thư Tỉnh ủy tỉnh Hải Nam, ông nhận nhiệm vụ lãnh đạo toàn diện tỉnh Hải Nam.

### Hồ Nam
Cuối năm 2022, Thẩm Hiểu Minh tham gia Đại hội Đảng Cộng sản Trung Quốc lần thứ XX từ đoàn đại biểu Hải Nam. Trong quá trình bầu cử tại đại hội, ông được bầu là Ủy viên Ủy ban Trung ương Đảng Cộng sản Trung Quốc khóa XX. Ngày 14 tháng 3 năm 2023, ông được điều tới Hồ Nam, nhậm chức Bí thư Tỉnh ủy Hồ Nam, rồi được bầu làm Chủ nhiệm Ủy ban Thường vụ Nhân đại tỉnh, kiêm Bí thư thứ Nhất Đảng ủy Quân khu Hồ Nam.